# Ждамировский
Ждамировский — посёлок в Заокском районе Тульской области России.
В рамках административно-территориального устройства входит в Бутиковский сельский округ Заокского района, в рамках организации местного самоуправления включается в Страховское сельское поселение.

## География
Расположен в 13 км к юго-западу от райцентра, посёлка городского типа Заокский.
К северо-востоку от посёлка находится деревня Ждамирово.

## Население
| 2002 | 2010 |
| ---- | ---- |
| 123  | ↘105 |